# Prostitucija u Sjedinjenim Američkim Državama
Prostitucija u Sjedinjenim Američkim Državama je ilegalna u velikoj većini njenih država na osnovu državnih, a ne saveznih zakona, tako de je, je prostitucija u načelu zabranjena,  legalan u nekim ruralnim okruzima države Nevada. Takođe je dekriminalizovana u Mejnu gde je legalno prodavati seks ali je ilegalno kupovati. Mada se poluslobodno odvija i u još nekim delovima Sjedinjenih Američkih Država.
Prema Nacionalnom institutu za pravdu SAD, studija sprovedena 2008. godine pokazala je da je približno 15-20 posto muškaraca u Sjedinjenim Američkim Državama koristilo usluge komercijalnog seksa.
Teško je generalizovati poreklo ili uslove rada prostitutki u Sjedinjenim Američkim Državama, jer je toliko toga što se o njima zna potiče iz studija sprovedenih sa siromašnijim i manje privilegovanim pojedincima, odnosno osobama za koje je veća verovatnoća da će doći u kontakt sa sudovima i zvaničnim agencijama. Na primer, o uličnoj prostituciji se zna mnogo više nego o ženama višeg statusa koje mogu biti selektivnije u pogledu svojih klijenata i uslova rada. Na osnovu dostupnih studija, razumno je tvrditi da su ženske seksualne radnice često u ekonomskom nepovoljnom položaju i da im nedostaju veštine i obuka da se samostalno izdržavaju. Mnoge su u ranoj mladosti uvučeni u prostituciju i time povezani sa kriminalom i zavisnostima od droge što može biti otežavajući faktor. Njima često upravlja muški svodnik, makro, ili nadzornik, ili gospođa, u kući prostitucije. Zdravstvene opasnosti za prostitutke uključuju polno prenosive bolesti, od kojih se neke mogu steći zloupotrebom droga . Muška prostitucija je u većini istorijskih perioda u Sjedinjenim Američkim Državama dobiljala manje pažnje javnosti. Heteroseksualna muška prostitucija - koja uključuje muškarce unajmljene od ili za žene - retka je. Homoseksualna muška prostitucija verovatno postoji u većini delova Sjedinjenih Američkih Država mada je tek u 20. veku prepoznata kao glavni društveni fenomen, a njena prevalencija se povećala krajem 20. i početkom 21. veka.
Kao i u drugim zemljama, prostitucija u Sjedinjenim Američkim Državama može se podeliti u tri široke kategorije: ulična prostitucija, prostitucija u javnoj kući i prostitucija kao pratnja.

## Pravna regulativa prostitucije u Sjedinjenim Američkim Državama
Krajem 19. veka razne promene u američkom i drugim društvima oživele su napore za suzbijanje prostitucije. Sa porastom feminizma , mnogi su smatrali muški libertinizam pretnjom po ženski status i fizičko zdravlje. Takođe je uticao i novi moralizam zasnovan na religiji u protestantskim područjima. Kampanje protiv prostitucije cvetale su od šezdesetih godina 19. veka, često u udruživanju sa umerenošću i ženskim pravima glasa . Međunarodna saradnja na zaustavljanju trgovine ženama u svrhu prostitucije započela je 1899. godine. Liga nacija osnovala je Komitet za trgovinu ženama i decom, a 1949. godine Generalna skupština Ujedinjenih nacija usvojila je konvenciju o suzbijanju prostitucije.
U Sjedinjenim Američkim Države , prostitucija je u najboljem slučaju bila sporadično kontrolisana do propisa savezne države Mann Act-a (donetog 1910), koji je zabranio međudržavni prevoz žena u „nemoralne svrhe“.  Kasnije je Mann Act korišćen za krivično gonjenje muškaraca Afroamerikanaca zbog seksualnih kontakta sa ženama bele rase.
Do 1915. godine gotovo sve države su donele zakone kojima su zabranjivali javne kuće ili regulisali profit od prostitucije.

### Propisi o prostituciji u Sjedinjenim Američkim Državama danas
Propisi o prostituciji u Sjedinjenim Američkim Državama nisu među nabrojanim ovlašćenjima savezne vlade. Stoga se prostitucija nalazi isključivo u domenu saveznih država, koje mogu da dozvole, zabrane ili na bilo koji drugi način regulišu komercijalni seks prema Desetom amandmanu na Ustav SjedinjenihAmeričkih Država, osim u meri u kojoj ga Kongres može regulisati kao deo međudržavne trgovine zakonima kao što je Mann Act. U većini država prostitucija se smatra prekršajem u kategoriji zločina javnog reda i mira koji narušava red zajednice. Prostitucija se svojevremeno smatrala i zločinom skitnice.
Trenutno je Nevada jedina američka jurisdikcija koja dozvoljava legalnu prostituciju - u obliku regulisanih javnih kuća - čiji su uslovi predviđeni revidiranim statutima Nevade. Trenutno samo osam okruga ima aktivne javne kuće. Svi oblici prostitucije su ilegalni u ovim okruzima: Clark (koji sadrži gradsko područje Las Vegas – Paradise), Vashoe (koji sadrži Reno), Carson Citi, Douglas, Eureka, Lincoln & Pershing. Ostale županije teoretski dozvoljavaju prostituciju u javnim kućama, ali tri od ovih županija trenutno nemaju aktivne javne kuće. Ulična prostitucija, „pljačka“ i život od prihoda prostitutke i dalje su ilegalni prema zakonu Nevade, kao što je to slučaj drugde u zemlji

## Definicija
Prostitucija  je praksa bavljenja relativno neselektivnim seksualnim aktivnostima, uopšte sa nekim ko nije supružnik ili prijatelj, u zamenu za trenutnu uplatu u novcu ili drugim vrednostima. Prostitutke mogu biti žene, muškarci ili transrodna lica , a prostitucija može da podrazumeva heteroseksualne ili homoseksualne aktivnosti. U prošlosti a i dans,  većina prostitutki su žene a većina klijenata muškarci.

## Istorija
Prostitucija je najstariji zanat na svetu zasnovan na pružanje seksualnih usluga za novac ili drugu materijalnu nadoknadu, kojom su se žena bavile na tlu Sjedinjih Amerfičkih Država sa dolaskom prvih doseljenika iz Evrope koji su naseljavali severno američki kontienta. Na svom istorijskom putu različito je regulisana u zakonodavstvima saveznih država – od slobodnog bavljenja do zabrane zakonom.

### 18. vek
Neke žene u američkoj revoluciji koje su sledile kontinentalnu vojsku služile su vojnicima i oficirima kao seksualne partnerke. Vojne staređine su zabranjivale rad prostitutki među vojnicima, posebno zbog mogućeg širenja polnih bolesti (u savremenom smislu rečeno, polno prenosivivih infekcija).

### 19. vek
U 19. veku javne kuće u javnim salonima zadovoljavale su klijentelu više klase, dok su neuredne kuće služile nižoj klasi. U koncertnim salonima muškarci su mogli da jedu, slušaju muziku, gledaju predstave ili plaćaju ženama seks. Preko 200 javnih kuća postojalo je na donjem Menhetnu. Prostitucija je bila nezakonita prema zakonima o skitništvu, ali policija i gradske vlasti nisu je dobro sprovodile, a vlasnici javnih kuća su ih podmićivali. Pokušaji regulisanja prostitucije oboreni su s obrazloženjem da bi propisi bili suprotni javnom dobru.
Dobit od zlatne groznice 1840-tih godina privukla je kockare, kriminalce, salone i prostituciju u rudarske gradove divljeg zapada. Čuvarica javne kuće Julia Bulette, koja je bila aktivna u rudarskom gradu Virginia Citi, u Nevadi, ubijena je 1867. Trideset godina pre, 1836. godine, kurtizanu Njujorka Helen Jevett ubila je jedna od njenih mušterija, što je na prostituciju skrenulo znatnu pažnja. Uredba Lorette iz 1857. godine zabranjivala je prostituciju na prvom spratu zgrada u Nju Orleansu.  Ipak, prostitucija je nastavila da brzo raste u SAD-u, tako da je 1858. godine zarada od prostitucije iznosila 6,3 miliona dolara, više nego špedicija i pivarska industrija zajedno.
Neki vojni oficiri podsticali su prisustvo prostitutki tokom građanskog rata da bi očuvali visok moral trupa. Dana 20. avgusta 1863. američki vojni zapovednik Brig. General Robert S. Granger legalizovao je prostituciju u Nešvilu u državi Tenesi, kako bi suzbio veneričnu bolest među vojnicima Unije. Potez je bio uspešan i stope veneričnih bolesti pale su sa četrdeset na samo četiri procenta zbog strogog programa zdravstvenih pregleda koji je zahtevao da se sve prostitutke registruju i pregledaju kod ovlašćenog lekara svake dve nedelje za šta im je naplaćivano pet dolara za registraciju plus 50 centi za svaki pregled.
Ovo područje avenije Pennsilvania u Vašingtonu bilo je poznato od sredine 1800-ih do 20-ih godina prošlog veka kao „Murder Bai“, dom brojnih javnih kuća. Mladi na levici bili su „nabavljači“.
Do američkog građanskog rata, avenija Pennsilvania u Vašingtonu postala je neugledni siromašni kraj poznat pod nazivom Murder Bai, dom široke kriminalne klase i brojnih javnih kuća. Mnogo prostitutki se tamo nastanilo da bi služilo potrebama vojske generala Joseph Hooker-a iz Potomaka da je to područje postalo poznato kao „Hooker-ova divizija“. (Iz ovog perioda potiče sleng izraz „kurva“.) Dva bloka između 
Godine 1873. Anthoni Comstock je stvorio Njujorško društvo za suzbijanje poroka, instituciju posvećenu nadgledanju morala javnosti. Comstock je uspešno uticao na Kongres Sjedinjenih Američkih Država da donese zakon o Comstock-u, koji bi zabranio isporuku ili transport „opscenog, razvratnog ili lascivnog“ materijala i informacija o kontroli rađanja. 
Godine 1875. Kongres Sjedinjenih Američkih Država je usvojio Page Page 18 1875. zakon iz 1875. godine kojim je zabranjen transport žena u zemlju da bi se koristile kao prostitutke.
Godine 1881. godine u Tomstounu u Arizoni otvoreno je Pozorište Bird Cage, koje je u svom sastavu uključivaolo javnu kuću u podrumu i 14 jaslica okačenih o plafon, zvane kavezi. Lokalni muškarci poput Dok Hollideja, Bat Mastersona, Diamond Džim Bradija i Džordža Hearsta često su posećivali ovu ustanovu.
Krajem 19. veka, novine su izveštavale da postoji 65.000 belih robova. Oko 1890. godine pojam „okrug crvenih svetla“ prvi put je zabeležen u Sjedinjenim Američkim Državama. Od 1890. do 1982. godine, bordel Dumas u Montani bio je najdugovečnija američka kuća prostitucije.
Gradski starešina Nju Orleansa Sidni Stori napisao je naredbu 1897. godine kojom je želeo da reguliše i ograniči prostituciju na jedno malo područje grada, „Distrikt“, gde su sve prostitutke u Nju Orleansu morale da žive i rade. Distrikt, koji je dobio nadimak Storiville, postao je najpoznatije područje za prostituciju u Sjedinjenim Američkim Državama. Storiville je na vrhuncu slave imao oko 1.500 prostitutki i 200 javnih kuća.

### 20. vek

#### Pravne mere i moralne kampanje
Godine 1908.  vlada je osnovala Istražni biro (BOI, od 1935, FBI) za istraživanje „belog ropstva“, intervjuisanjem zaposlenih u javnoj kući kako bi otkrili da li su kidnapovane. Od 1.106 prostitutki sa kojima je razgovarano u jednom gradu, šest je reklo da su žrtve belog ropstva. Zakon o prometu belih robova (Manuov zakonik) iz 1910. godine zabranio je takozvano belo ropstvo. Takođe je zabranjen i međudržavni prevoz žena u „nemoralne svrhe“. Njegova primarna namera bila je da se bavi prostitucijom i učenim nemoralom. Vrhovni sud je kasnije uključio razvrat, preljubu i poligamiju sporazumom u „nemoralne svrhe“. Pre Prvog svetskog rata bilo je malo zakona koji kriminalizuju prostitutke ili čin prostitucije.
Tokom Prvog svetskog rata, američka vlada je razvila program javnog zdravlja pod nazivom Američki plan kojim je vojska ovlastila da uhapsi svaku ženu u krugu od pet milja od vojnog kantona. Ako se utvrdi da je zaražena, žena može biti osuđena na bolnicu ili proterana u „koloniju farme“ dok se ne izleči. Na kraju rata bilo je zatvoreno 15.520 prostitutki, a većina nikada nije bila medicinski hospitalizovana.
Tokom 1918. godine, Chamberlain-Kahnovim zakonom sproveden je Američki plan,  koji je dao vladi moć da stavi u karantin svaku ženu za koju se sumnja da ima veneričnu bolest. Bio je potreban medicinski pregled i ako bi se otkrilo da je zaražena, ovo otkriće moglo bi predstavljati i dokaz prostitucije. Svrha ovog zakona bila je da spreči širenje polnih bolesti među američkim vojnicima. Tokom Prvog svetskog rata, Storiville, okrug u Novom Orleansu gde je prostitucija bila dozvoljena, ugašen je kako bi sprečio prenos polno prenosivih infekcija, vojnicima u obližnjim kampovima vojske i mornarice.
Dana 25. januara 1917, akcija protiv prostitucije u San Francisku privukla je ogromnu pažnju i žučnu raspravu na javnim sastancima. Na jednom sastanku kojem je prisustvovalo 7.000 ljudi, 20.000 je zadržano zbog nedostatka mesta. Na konferenciji sa velečasnim Paulom Smithom, otvorenim neprijateljem prostitucije, 300 prostitutki pozvalo se na toleranciju, objašnjavajući da su na to primorane siromaštvom. Kada ij je Smita pitao da li bi prihvatile neki drugi posao po ceni od 8 do 10 dolara nedeljno, dame su se podrugljivo nasmejale, i napustile skup. Ubrzo nakon toga policija je zatvorila oko 200  kuća u kojima se odvijala prostitucije.
Nacionalni zakon o kontroli veneričnih bolesti, koji je stupio na snagu 1. jula 1938, odobrio je izdvajanje saveznih sredstava za pomoć državama u borbi protiv veneričnih bolesti. Izdvajanja po ovom aktu udvostručena su nakon ulaska Sjedinjenih Američkih Država u rat.
Majski zakon, 3 koji je stupio na snagu potpisivanjem predsednika 11. jula 1941. godine, naoružao je saveznu vladu ovlašćenjima da suzbije komercijalizovani porok u susedstvu vojnih kampova i pomorskih ustanova u Sjedinjenim Američkim Državama.
Majski zakon, koji je stupio na snagu u junu 1941. godine, imao je za cilj sprečavanje prostitucije u zonama ograničenja oko vojnih baza. Na njega se pozivalo uglavnom sve vreme tokom rata.
U parnici Mortensen protiv Sjedinjenih Država, 1944. godine, presuda je glasila da prostitutke mogu putovati preko državnih granica, ako svrha putovanja nije prostitucija.

#### Druga polovina 20. veka
Uslovi za radnike u seksualnoj trgovini znatno su se promenili 1960-tih. Kombinovana oralna kontraceptivna pilula prvi put je odobrena 1960. godine za upotrebu kao kontraceptivno sredstavo u Sjedinjenim Američkim Državama. „Pilula“ je pomogla prostitutkama da spreče trudnoću, i lagodni je osećaju u svom zanatu.
Godine 1967. Njujork je odbacio zahteve za licencom za salone za masažu, jer su mnogi saloni za masažu postali javne kuće.
U 1970. godini Nevada je započela regulaciju kuća za prostituciju, tako da je 1971. godine ranč Mustang postao prva javna kuća u Nevadi, što je na kraju dovelo do legalizacije prostitucije i u drugim javnim kućama u 10 od 17 okruga u državi. Vremenom je ranč Mustang postao najveći bordel u Nevadi, sa više prihoda od svih ostalih legalnih javnih kuća u Nevadi zajedno.
U 1971. godine njujorška madam Ksaviera Hollander napisala je knjigu The Happi Hooker: Mi Ovn Stori, knjigu koja je u to vreme bila zapažena po svojoj iskrenosti i smatrala se smernicom za pozitivno pisanja o seksu. Rana preteča (1920-ih-1930-ih) Ksaviere Hollander, i kao gospođe i kao autorke, bila je Polli Adler, čija je bestseler, Kuća nije dom, na kraju adaptirana kao film takođe pod istim naslovom Kuća nije dom. 
Carol Leigh, aktivistkinja za zaštitu prostitutki poznata kao "Scarlot Harlot", skovala je termin "seksualna radnica" 1978. godine. Iste godine otvoren je brodvejski mjuzikl The Best Little Vhorehouse u Teksasu, čija radnja je zasnovana na stvarnom javnom domu Teksas Chicken Ranch. Predstava je bila osnova za film iz 1982. godine u kojem su glumili Dolli Parton i Burt Reinolds.
COIOTE, je osnovana 1973. godine, kao prva grupa za zaštitu prostitutki u SAD. Kasnije su formirane i druge grupe za zaštitu prostitutki, kao što su FLOP, HIRE i PUMA.
U 1997. godini, „holivudska gospođa“ Heidi Fleiss osuđena je u vezi sa svojim prostitucionim lancem pod optužbama koje uključuju pander i utaju poreza. Njen lanac je imao brojne bogate klijente. Njena prvobitna trogodišnja kazna izazvala je široko negodovanje zbog oštre kazne, jer njene mušterije nisu kažnjene.
Ranih 1980-tih, članica filadelfijske društvene elite, Sidnei Biddle Barrovs otkriven je kao prostitutka u Njujorku. Postala je poznata kao gospođa Mejflover.
U 1990. godini američki predstavnik Barnei Frank (D-MA) u Predstavničkom domu priznao je da je platio seks 1989. godine. Nakon ove izjave Predstavnički dom je glasao jeda mu se izrekne ukor.

### 21. vek
Ted Haggard, bivši čelnik Nacionalne asocijacije evangelista, podneo je ostavku 2006. godine nakon što je optužen za podsticanje homoseksualnog seksa i metamfetamina.
Randall L. Tobias, bivši direktor američke strane pomoći i američke agencije za međunarodni razvoj, podneo je ostavku 2007. godine nakon što je optužen za pokroviteljstvo službe pratnje u Vašingtonu.
Godine 2007. američki senator iz Luizijane David Vitter priznao je prošle prestupe nakon što je njegovo ime navedeno kao klijenta službe za prostituciju „DC Madam“ Deborah Jeane Palfrei iz Vašingtona.
Eliot Spitzer podneo je ostavku na mesto guvernera Njujorka 2008. godine, usred pretnji impičmentom, nakon vesti u kojima se navodi da je klijent međunarodnog lanca prostitucije.
Godine 2009. Rhode Island je potpisao zakon koji prostituciju čini prekršajem. Pre ovog zakona, između 1980. i 2009. godine, Rhode Island je bio jedina američka država u kojoj je prostitucija dekriminalizovana, sve dok se to radilo u zatvorenom.
Godine 2014.  zbog stagnirajuće ekonomije u Portoriku, vlada je razmišljala o legalizaciji prostitucije.
U 2018. ekonomista Robin Hanson sugerisao je da legalizacija prostitucije može rešiti problem nestalno, ideologije odgovorne za brojne epidemije nasilja i masovnih ubistava širom Sjedinjenih Američkih Država.
Dana 11. aprila 2018. godine, Kongres SjedinjenihAmeričkih Država doneo je Zakon o zaustavljanju trgovine od strane seksualnih trgovca, poznat pod nazivom FOSTA-SESTA, koji je izrekao oštre kazne mrežnim platformama koje su omogućavale nezakonit seksualni rad. Efikasnost zakona dovedena je u pitanje jer je navodno ugrozila seksualne radnike i bila je neefikasna u hvatanju i zaustavljanju trgovaca seksom. Pre potpisivanja zakona, Ministarstvo pravde zaplenilo je veb stranicu Backpage i optužilo njihove osnivače za pranje novca i promociju prostitucije, koja je doprinosila velikoj destabilizaciji u životu ljudi koji trguju seksom.
Iako postoje značajni dokazi o tome, uključujući istraživanje objavljeno u Globalnoj alijansi protiv trgovine ženama 2011. godine , oni ukazuju na podatake o kršenju ljudskih prava nad žrtvama trgovine ljudima i dobrovoljnim seksualnim radnicima na sportskim događajima. Naime, teksaški državni tužilac Greg Abbott tvrdi da su sportski događaji, posebno Superbol,   istaknuto utočište za trgovinu seksom.
Prema podacima Nacionalnog centra za nestalu i iskorišćenu decu, 10.000 prostitutki je dovedeno u Majami na Superbol 2010. godine, a u Dalasu je tokom Superbola 2011. izvršeno 133 maloletničkih hapšenja zbog prostitucije.
Ne postoje podaci koji potkrepljuju tvrdnje da su veliki sportski događaji praćeni porastom trgovine seksom, ali istraživanja Opservatorije za prostituciju na Saveznom univerzitetu u Rio de Žaneiru tokom FIFA-inih svetskih prvenstava 2014. pokazuju da je čak bilo i „opšteg pada seksualne trgovine tokom 32 dana događaja “.
Kate Mogulescu, advokatica za praćenje i nadzor u Projektu odbrane žrtava trgovine ljudima Društva za pravnu pomoć, sugeriše da se često spasavanje žrtava seksualne trgovine koristi kao maska gradskih vlasti za povećanje aktivnosti sprovođenja zakona radi „čišćenja“ grada pre važnih događaja koji privlače nacionalne i međunarodne medije.

## Vrste prostitutki
- Ulične prostitutke obično rade na frekventnim mestima. Obično su to železničke stanice ili određene ulice.
- Prostitutke javnih kuća. U javnim kućama prostitutke su relativno bolje zaštićene kako zdravstveno tako i bezbednosno. Gde to nije legalno, postoje ilegalne javne kuće u kojima prostitutke često rade gotovo kao robinje.
- Kol gerle (енгл. call girl), rade po sopstvenim stanovima. Sastanci se zakazuju telefonom, odakle potiče i naziv. Najčešće rade isključivo po preporuci. One spadaju u najelitnije a često i prostitutke sa najvišim cenama.
- Kurtizane žena čije ljubavne veze ili pružanje seksualnih usluga pripadnicima više klase predstavlja glavni izvor prihoda i/ili temelj njenog društvenog položaja
- Poslovna pratnja (Eskort) je najčešće zakulisna prostitucija. Devojke, obično vrlo lepe, često sa fakultetskim diplomama i znanjem stranih jezika se unajmljuju za poslovne večere ili baš kao što termin kaže za poslovnu pratnju. Od devojke zavisi da li će se sastanak završiti seksom.

## Vrste prostitucije

### Okruzi sa crvenim svetlom
Iako se u nekim delovima zemlje mogu naći neformalni okruzi sa crvenim svetlom. S obzirom na to da je prostitucija ilegalna, ne postoje formalne javne kuće, ali saloni za masažu koji nude prostituciju mogu se naći zajedno sa uličnom prostitucijom. Tipično će ova područja imati i druga preduzeća orijentisana na odrasle, često zbog zoniranja, kao što su striptiz klubovi, seks prodavnice, bioskopi za odrasle, video arkade za odrasle, peep emisije, seks emisije i seks klubovi.

### Ulična prostitucija
Ulična prostitucija je ilegalna širom Sjedinjenih Američkih Država. Ulična prostitucija obično je skoncentrisana u određenim oblastima poznatim po podsticanju na ove radnje. Na primer, statistički podaci o službenim hapšenjima iz Čikaške policijske uprave od 19. avgusta 2005. do 1. maja 2007. godine upravo to sugerišu, jer je ustanovljeno da su aktivnost prostitucije visoko koncentrisana, odnosno skoro polovina svih hapšenja zbog prostitucije događa u manje od jednog procenta svih blokova u čitavom gradu Čikagu.
Ulične prostitutke koje seks menjaju za drogu ponekad su poznate i kao „jagode (engl. strawberries)“.
Studija nasilja nad ženama koje se bave uličnom prostitucijom, koju je sprovela klinički psiholog i aktivistkinja protiv prostitucije, Melissa Farlei, otkrila je da je 68% prostitutki prijavilo da je silovano, a 82% da je fizički napadnuto.
Varijacija ulične prostitucije je ona koja se javlja na stajalištima za kamione duž međudržavnih autoputeva u ruralnim oblastima. Nazvane „lot lizards“, ove prostitutke traže mušterije na parkiralištima za zaustavljanje kamiona i za tu namenu često koriste i CB radio za komunikaciju.
U današnjem društvu postoji hijerarhija među prostitutkama i još veća razlika između zatvorenih radnica i radnica na otvorenom. Zatvorene prostitutke zauzimaju najviši nivo i uključuju nezavisne devojke sa pozivnog spiska i radnice u javnim kućama i salonima za masažu. Ulični šetači na otvorenom zauzimaju najniži nivo i najverovatnije su najviše izložene zlostavljanju.
Dvesta četrdeset prostitutki (od toga sto petnaest na otvorenom i sto dvadeset i pet u zatvorenom), intervjuisane su za studiju o viktimizaciji (2005), i tom priliko konstatovano je je da radnice u zatvorenom imaju manje štete za zlostavljanje u poređenju sa radnicima na otvorenom, što je i prikauano na donjoj tabeli:
| Vrsta zlostavljanja         | Radnice na otvorenom | Zatvorene radnice |
| --------------------------- | -------------------- | ----------------- |
| Opljačkano                  | 37%                  | 10%               |
| Pretučeno                   | 27%                  | 1%                |
| Šamarano, udarano, šutirano | 47%                  | 14%               |
| Silovano                    | 22%                  | 2%                |
| Kidnapovano                 | 20%                  | 2%                |

Prostituke na otvorenom ili ulične šetačice su najpriznatiji seksualni radnici, ali one čine vrlo mali broj prostitutki. Cunningham & Kendall (2011) izveštavaju da samo 20% prostitutki radi na ulici. Prostitutke koje rade u zatvorenom imaju više slobode da biraju svoje klijente i postavljaju granice koje doprinose njihovoj sigurnosti. Gore navedeni brojevi daju jasne argumente protiv prostitucije na ulici, koje jako negativno utičena jednu vrstu seksualnih radnica.

### Poslovna pratnja (Eskort)
Uprkos svojoj nezakonitosti, poslovna pratnja (Eskort)  postoji širom Sjedinjenih Američkih Država kako od strane nezavisnih prostitutki (slobodnjaci), tako i od onih zaposlenih preko agencija za pratnju. I slobodnjaci i agencije mogu se oglašavati pod nazivom „karoserija“ na poleđini alternativnih novina, iako su neki od ovih karoserijskih profesionalaca direktni profesionalci za masažu.
Iznos novca koji je taj koji ove prostitutke razlikuje u zavisnosti od rase, izgleda, starosti, iskustva (npr pornografije i rada u časopisu), pola, pruženih usluga i lokacije. Generalno, muška pratnja zarađuje manje po satu od ženske; bele žene navode veće stope od crnkinja, a mladost je na dobitku.
U gej zajednici, jedna agencija za pratnju u Vašingtonu, naplaćuje 150 dolara na sat za mušku pratnju i 250 dolara za transrodne pratnje. Ta agencija uzima 50 dolara na sat po pratnji. U većim gradskim oblastima kao što je Njujork, izuzetno je atraktivne američke ženske pratnje belih žena, koje mogu da zarade od 1.000 do 2.000 američkih dolara na sat (agencija im od te usluge uzima 40% -50%).
Obično agencija naplaćuje pratnju ili paušalnu naknadu za svaku vezu sa klijentom ili procenat unapred od dogovorene cene. U San Francisku je uobičajeno da tipične agencije na heteroseksualnom tržištu pregovaraju samo za 100 dolara, pa do punih 50% od prijavljene zarade žene (ne računajući primljene nagrade). Većina transakcija odvija se u gotovini, a neobavezna deponovanja pratnje od strane klijenata u većini većih američkih gradova je uobičajena, ali nije obavezna. Obrada kreditnih kartica koju nude agencije većih razmera često je dostupna uz naplatu usluge.
Pratnja i agencije za pratnju su se u prošlosti oglašavale putem klasifikovanih oglasa, oglašavanja na žutim stranicama ili usmene predaje, ali u poslednjih nekoliko godina, veliki deo oglašavanja i traženja prostitucije u zatvorenom prostoru prebacio se na internet stranice. Sajtovi mogu predstavljati pojedinačne pratnje, agencije ili mogu prikazivati oglase za mnoge pratnje. Postoji i niz veb lokacija na kojima kupci mogu raspravljati i objavljivati recenzije seksualnih usluga koje nude prostitutke i drugi seksualni radnici. Mnoge stranice omogućavaju potencijalnim kupcima da traže seksualne radnike prema fizičkim karakteristikama i vrstama usluga koje se nude.
Internet oglašavanje seksualnih usluga nude ne samo specijalizovane veb lokacije, već u većini slučajeva i uobičajenije veb lokacije za oglašavanje. Craigslist je dugi niz godina sadržavao odeljak ove vrste za „usluge za odrasle“. Posle nekoliko godina pritiska grupa za sprovođenje zakona i za borbu protiv prostitucije. Craigslist je zatvorio ovaj odeljak 2010. godine, prvo za američke stranice, a zatim nekoliko meseci kasnije i na međunarodnom nivou. U martu 2018. odeljak za lične osobe na Craigslist-u je zatvoren. 2017. godine, a odeljak „Odrasli“ na Backpage-u je zatvoren.

### Prostitucija u javnoj kući
Izuzev nekih ruralnih okruga Nevade, javne kuće su ilegalne u Sjedinjenim Američkim Državama.  Međutim, mnogi saloni za masažu, saune, banje i slične inače legalne ustanove služe kao mesta za prostituciju, posebno u većim gradovima. Oni se obično nalaze u većim gradovima ili duž glavnih autoputeva.

### Dečija prostitucija
Prostitucija dece u Sjedinjenim Američkim Državama ozbiljno zabrinjava. Prema izveštajima, više od 100.000 dece je svake godine prisiljeno na prostituciju u Sjedinjenim Američkim Državama.
U naučnom članku je 2007. godine navedeno pitanje imigracije koje se odnosi na razliku između maloletnih žena koje su počinile ovaj zločin kao državljanki i negrađanki, navodeći: „Štaviše, 14-godišnja kineska devojčica koja je u zemlju prometovana radi upotrebe u prostituciji bi se smatrala žrtva i ponudio privremenu vizu, usluge zaštite i podrške. 14-godišnja Amerikanka u Bostonu uhapšena je zbog prostitucijei mogla bi se smatrala kriminalcem i mogla bi završiti u maloletničkom objektu."

## Pravni status
Nevada je jedina američka jurisdikcija koja dozvoljava legalnu prostituciju. Trenutno osam okruga u Nevadi ima aktivne javne kuće (sve su to seoske županije). Od februara 2018. u Nevadi postoji 21 javna kuća.  Prostitucija van licenciranih javnih kuća ilegalna je širom Nevade. Prostitucija je ilegalna i u glavnim gradskim oblastima Las Vegasa, Renoa i Carson Citi-a, gde živi većina stanovništva; više od 90% građana Nevade živi u okrugu u kojem je prostitucija ilegalna.
Prostitucija na Rhode Island-u je zabranjena je 2009. godine. Guverner Donald Carcieri 3. novembra potpisao je zakon kojim se kupovina i prodaja seksualnih usluga tretira kao krivično delo.  Prostitucija je bila legalna na Rhode Islandu između 1980. i 2009. godine, jer nije postojao poseban zakon koji bi definisao akt i stavio ga van zakona, iako su povezane aktivnosti poput traženja ulice, vođenja javne kuće i makroa bile nezakonite.
Luizijana je jedina država u kojoj se osuđene prostitutke moraju registrovati kao seksualni prestupnici. Zločin države protiv prirode prema zakonu podsticanja koristi se kada je osoba optužena za oralni ili analni seks u zamenu za novac. Samo prostitutke procesuirane po ovom zakonu moraju biti registrovane. To je dovelo do tužbe koju je podneo Centar za ustavna prava.
Savezna vlada takođe goni neka krivična dela prostitucije. Jedan čovek koji je primoravo žene da se bave prostitutkama dobio je 40-godišnju kaznu pred saveznim sudom.  Drugi je procesuiran zbog utaje poreza na dohodak. Još jedan čovek se izjasnio krivim po saveznoj optužbi za skrivanje petnaestogodišnjakinje i rad na prostitutki.  Još jedan savezni optuženi je nasilno dobio doživotni zatvor zbog seksualne trgovine detetom.
Zabrana prostitucije u SAD kritikovana je sa različitih gledišta.
Tokom 2020-tih su mnogi vladini zvaničnici izneli zakone o kojima će se glasati i koji će legalizovati prostituciju u državi.  Ovo je takođe došlo u centar pažnje predsedničkih izbora u Sjedinjenim Američkim Državama 2020.
Takođe je prostitucija postala deo teme reforme zatvora u trci okruga javnog tužioca na Menhetnu, gde mnogi podržavaju dekriminalizaciju seksualnog rada.
Eliza Orlins je jedna od kandidatkinja za koju se smatra da je najviše proozakonila seksualni rad, jer tvrdi  „Seksualni rad je posao.“
U januaru 2021, kancelarija tužilaštva u Bruklinu izjavila je da će ukloniti preko 1.000 naloga za prostituciju u proteklih 50 godina i brisati prostituciju u istoriji zločina za preko 25.000 ljudi koji su osuđeni za prostituciju. Guverner je čak ukinuo i deo zakona u kojem je odeljak oblikovan da obeshrabrivanje pozivanje na seks.   Još uvek nije jasno ni kako bi se legalizacija sprovela. Neki tužioci izneli su svoje stavove o nordijskom modelu, međutim ovo je proisteklo iz reakcija zagovornika seksualnih radnika koji se protive krivičnom gonjenju korisnika seksualnih usluga.

## Statistika o prostitutkama i korisnicima
Jedno istraživanje iz 1990. procenilo je da godišnja prevalencija ekvivalentnih prostitutki sa punim radnim vremenom u Sjedinjenim Američkim Državama iznosi 23 na 100.000 stanovnika, na osnovu studije hapšenja i ponovnog hapšenja prostitutki otkrivenih u Kolorado Springsu, policiji i klinikama za polne prenosive bolesti između 1970. i 1988. godine.
Nastavak studije u Kolorado Springsu utvrdio je stopu smrtnosti među aktivnim prostitutkama od 459 na 100.000 osoba/godišnje, što je 5,9 puta više od one za opštu populaciju (prilagođenu starosti i rasi).
Mnogi ljudi vide prostituciju kao zločin bez žrtava zbog činjenice da se obično slažu obe strane. Međutim, mnoge statistike pokazuju da je to vrlo fizički opasno. Stopa smrtnosti na 100.000 prostitutki u SAD-u gotovo je dvostruka u odnosu na aljaske ribare.
Među učesnicima u programu dobrovoljne zloupotrebe droga, 41,4% žena i 11,2% muškaraca prijavilo je prodaju usluga prostitucije tokom marta 2008).  U jednom izveštaju u Nevarku u državi Nju Džersi tvrdi se da je 57 odsto prostitutki navodno HIV pozitivno, a u Atlanti 12 procenata prostitutki verovatno je HIV pozitivno.
Anketa TNS-a iz 2004. godine izvestila je da je 15 posto svih muškaraca platilo seks, a 30 posto slobodnih muškaraca starijih od 30 godina platilo je seks.
Preko 200 muškaraca odgovorilo je na oglase postavljene u oglasima za seksualne usluge u okolini Čikaga za dubinske intervjue. Od ovih samopriznatih "johnova":
- 83% na kupovinu seksa gleda kao na oblik zavisnosti,
- 57% sumnja da su žene koje su platili zlostavljane kao deca,
- 40% je izjavilo da su obično u alkoholisanom stanju kada kupuju seks.[64]

Trgovina prostitucijom u Sjedinjenim Američkim Državama procenjuje se da generiše 14 milijardi dolara godišnje.  Izveštaj Fondation Scelles iz 2012. godine ukazao je da se u Sjedinjenim Američkim Državama procenjuje da ima oko 1 milion prostitutki.

#### John škole
John škole su programi čija je misija rehabilitacija kupaca prostitucije. U prvih 12 godina tekućeg programa, koji se sada naziva „Program za prostituciju prvog prestupnika“, stopa recidiva prestupnika smanjena je sa 8% na manje od 5%.
Od 1995. godine slični programi se sprovode u više od 40 zajednica u Sjedinjenim Američkim Državama, uključujući Vašington, DC; Vest Palm Bič, Floridu; Bufalo i Bruklin, Njujork; i Los Anđeles, Kalifornija.
Revizija 2009. godine u prvoj školi za školovanje u San Francisku, u Kaliforniji, koju su sproveli analitičari gradskog budžeta, pogrešila je program sa loše definisanim ciljevima i odsustvom metode za utvrđivanje njegove efikasnosti. Iako je predstavljen kao nacionalni model za koji poreski obveznici ne plaćaju ništa, revizija je navela da program nije u potpunosti pokrivao svoje troškove u svakoj od prethodnih 5 godina, što je rezultiralo deficitom od 270.000 američkih dolara.

## Trgovina seksom
Trgovina seksom je oblik je modernog ropstva u kojem pojedinci obavljaju komercijalni seks upotrebom sile, prevare ili prisile. Maloljetnici mlađi od 18 godina koji se bave komercijalnim seksom smatraju se žrtvama trgovine ljudima, bez obzira na upotrebu sile, prevare ili prinude.
Trgovci seksom često ciljaju žrtve, a zatim koriste nasilje, prijetnje, laži, lažna obećanja, dužničko ropstvo ili druge oblike kontrole i manipulacije kako bi žrtve bile uključene u seksualnu industriju radi vlastite dobiti.
Trgovina seksom postoji unutar različitih i jedinstvenih grupa, lokacija i preduzeća, uključujući lažne masažne radnje, pratnju, stambene javne kuće, javno na gradskim ulicama i na stajalištima za kamione, striptiz klubovima, hostesama, hotelima i motelima i drugdje: Obično se povezuje sa organizovanim kriminalom.
Procenjeno je da su dve trećine žrtava trgovine ljudima u Sjedinjenim Američkim Državama američki državljani. Većina žrtava stranih državljana dolazi u Sjedinjene Američke Države legalno, po raznim vizama.  Stejt department procenjuje da se svake godine u Sjedinjene Američke Države trguje sa između 15.000 i 50.000 žena i devojčica.
Mere protiv trgovine ženama usredsređene su na oštrije krivično zakonodavstvo i kazne i unapređenje međunarodne policijske saradnje. Postoje ogromne medijske kampanje koje su osmišljene tako da budu informativne za javnost, kao i za kreatore politike i potencijalne žrtve.

## Literatura
- Andrijasevic, Rutvica (2007). „Beautiful Dead Bodies: Gender, Migration and Representation in Anti-Trafficking Campaigns”. Feminist Review. Palgrave Journals. 86: 24—44. doi:10.1057/palgrave.fr.9400355 .
- Baker, Lynda M; Case, Patricia; Policicchio, Deena L. (1991). „General health problems of inner-city sex workers: a pilot study”. Journal of the Medical Library Association. 91 (1): 67—71. PMC 141189 . PMID 12568159.
- Dottridge, Mike (јун 2006). „Action to Prevent Child Trafficking in South Eastern Europe: A Preliminary Assessment” (PDF). UNICEF. Архивирано из оригинала (PDF) 15. 6. 2011. г. Приступљено 25. 4. 2011.
- Goodey, Jo (2004). „Sex Trafficking in Women from Central and East European Countries: Promoting a 'Victim-Centred' and 'Woman-Centred' Approach to Criminal Justice Intervention”. Feminist Review. Post-Communism: Women's Lives in Transition. 76: 26—45. S2CID 144210661. doi:10.1057/palgrave.fr.9400141.
- Kligman, Gail; Limoncelli, Stephanie (пролеће 2005). „Trafficking Women after Socialism: To, Through, and From Eastern Europe”. Social Politics: International Studies in Gender, State and Society. 12 (1): 118—140. doi:10.1093/sp/jxi006.
- Makisaka, Megumi (децембар 2009). „Human Trafficking: A Brief Overview” (PDF). Social Development Notes. World Bank. 122.
- Regello, Rosemary (1. 2. 2007). „A Short History of Sexual Slavery” (PDF). The City Edition. Архивирано из оригинала (PDF) 15. 06. 2016. г. Приступљено 23. 03. 2021.
- Shelley, Louise I. (2010). Human Trafficking: A Global Perspective. New York, NY: Cambridge University Press. стр. 174. ISBN 978-0-521-13087-5.
- Shifman, Pamela (мај 2003). „Trafficking and Women's Human Rights in a Globalised World”. Gender and Development. Women Reinventing Globalisation. 11 (1): 125—132. JSTOR 4030704. S2CID 153852259. doi:10.1080/741954262.
- Surtees, Rebecca. „Second Annual Report on Victims of Trafficking in South-Eastern Europe 2005” (PDF). IOM International Organization for Migration. Приступљено 24. 4. 2011.
- „UN Global Report on Trafficking in Persons” (PDF). UN. Приступљено 24. 4. 2011.
- „Trafficking in Human Being in South Eastern Europe” (PDF). UNICEF. Архивирано из оригинала (PDF) 24. 12. 2010. г. Приступљено 24. 4. 2011.
- Blackburn, George M.; Ricards, Sherman L. (1979). „The Prostitutes and Gamblers of Virginia City, Nevada: 1870”. Pacific Historical Review. 48 (2): 239—258. JSTOR 3639274. doi:10.2307/3639274.
- Best, Joel (1982). „Careers in Brothel Prostitution: St. Paul, 1865-1883”. The Journal of Interdisciplinary History. 12 (4): 597—619. JSTOR 203547. doi:10.2307/203547. hdl:10211.3/200419.
- Blackman, Kayla. "Public power, private matters: The American Social Hygiene Association and the policing of sexual health in the Progressive era." (MA Thesis, University of Montana, 2014). online
- Butler, Anne M. (1987). Daughters of joy, sisters of misery: prostitutes in the American West, 1865-90. University of Illinois Press. ISBN 978-0-252-01466-6.
- Clement, Elizabeth Alice (2006). Love for Sale: Courting, Treating, and Prostitution in New York City, 1900-1945. U of North Carolina Press.
- Connelly, Mark Thomas (1980). The Response to Prostitution in the Progressive Era. U of North Carolina Press.
- Donovan, Brian (2005). White Slave Crusades: Race, Gender, and Anti-vice Activism, 1887-1917. U of Illinois Press.
- Goldman, Marion S. (1981). Gold Diggers & Silver Miners: Prostitution and Social Life on the Comstock Lode. U of Michigan Press. стр. passim. ISBN 978-0472063321.
- Hobson, Barbara Meil (1987). Uneasy Virtue: The Politics of Prostitution and the American Reform Tradition. ISBN 978-0-465-08868-3.
- James, Ronald Michael, and C. Elizabeth Raymond, ур. (1998). Comstock women: the making of a mining community. U of Nevada Press.
- McNamara, Robert P. (1994). The Times Square Hustler: Male Prostitution in New York City.
- Pivar, David J. (2002). Purity and Hygiene: Women, Prostitution, and the "American Plan" 1900-1930. Greenwood Press. ISBN 978-0-313-32032-3.
- Ringdal, Nils Johan (2007). Love for sale: A world history of prostitution. Grove/Atlantic, Inc.
- Rosen, Ruth (1983). The Lost Sisterhood: Prostitution in America, 1900-1918. Johns Hopkins U. Press.
- Spude, Catherine Holder (2015). Saloons, Prostitutes, and Temperance in Alaska Territory. U of Oklahoma Press.
- Weitzer, Ronald (2012). Legalizing Prostitution: From Illicit Vice to Lawful Business.
- Sunder, John E.; Clokey, Richard M. (1981). „William H. Ashley: Enterprise and Politics in the Trans-Mississippi West”. The Western Historical Quarterly. 12 (2): 208. ISSN 0043-3810. JSTOR 968145. doi:10.2307/968145.